# Areuse
Areuse (toponimo francese) è una frazione del comune svizzero di Boudry (Canton Neuchâtel).

## Geografia fisica

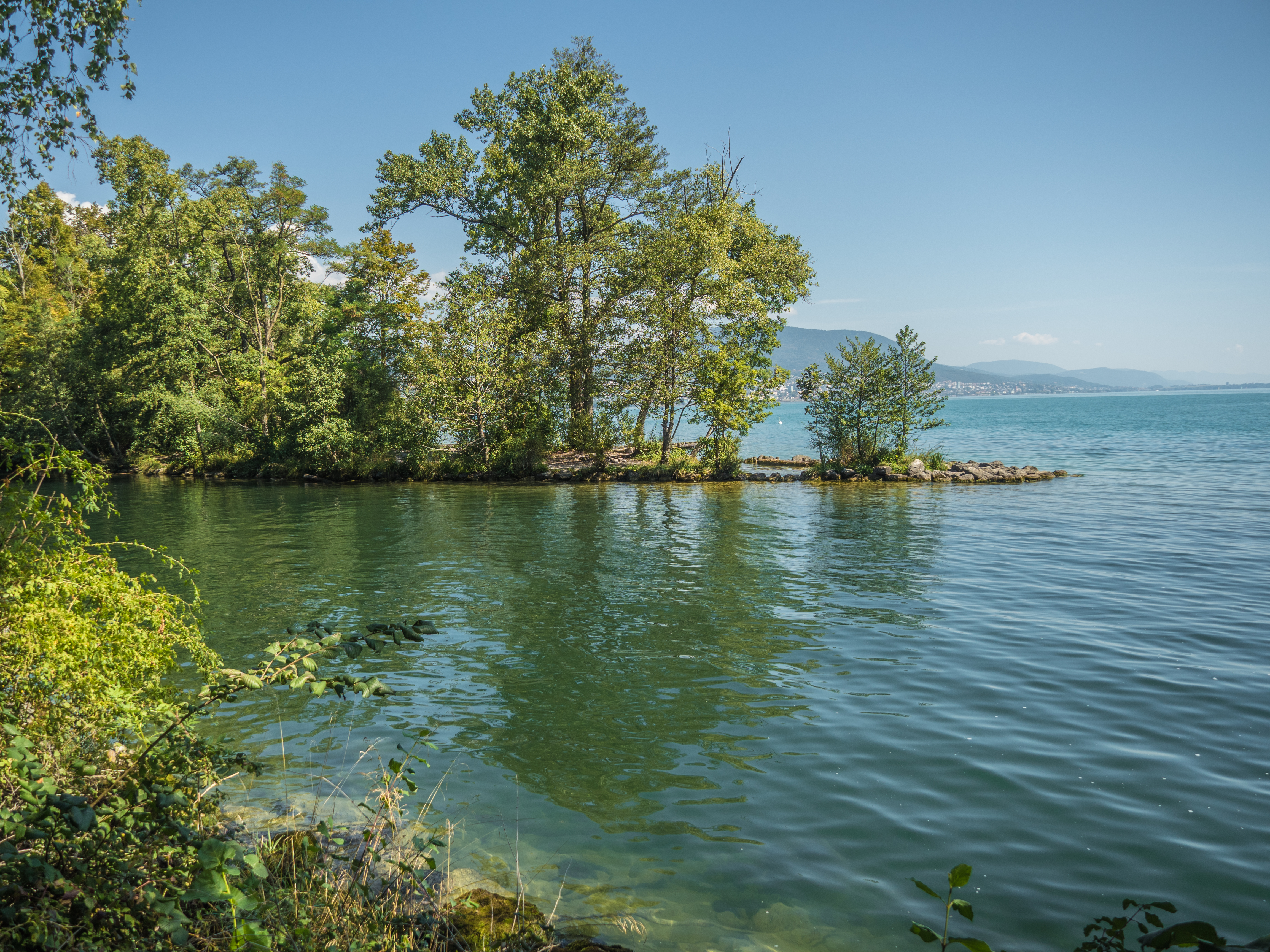
Il lago di Neuchâtel presso Areuse

Areuse si trova presso la sponda settentrionale del lago di Neuchâtel.

## Storia
Già comune autonomo che si estendeva per 1,00 km² e che faceva parte del distretto di Boudry, nel 1870 è stato accorpato al comune di Boudry.

## Società

### Evoluzione demografica
L'evoluzione demografica è riportata nella seguente tabella:
Abitanti censiti

## Infrastrutture e trasporti
Areuse è servito dall'autostrada A5 (uscita di Areuse), dalla strada principale 5 e dalla rete tranviaria di Neuchâtel.